# Ruta del río Sonora

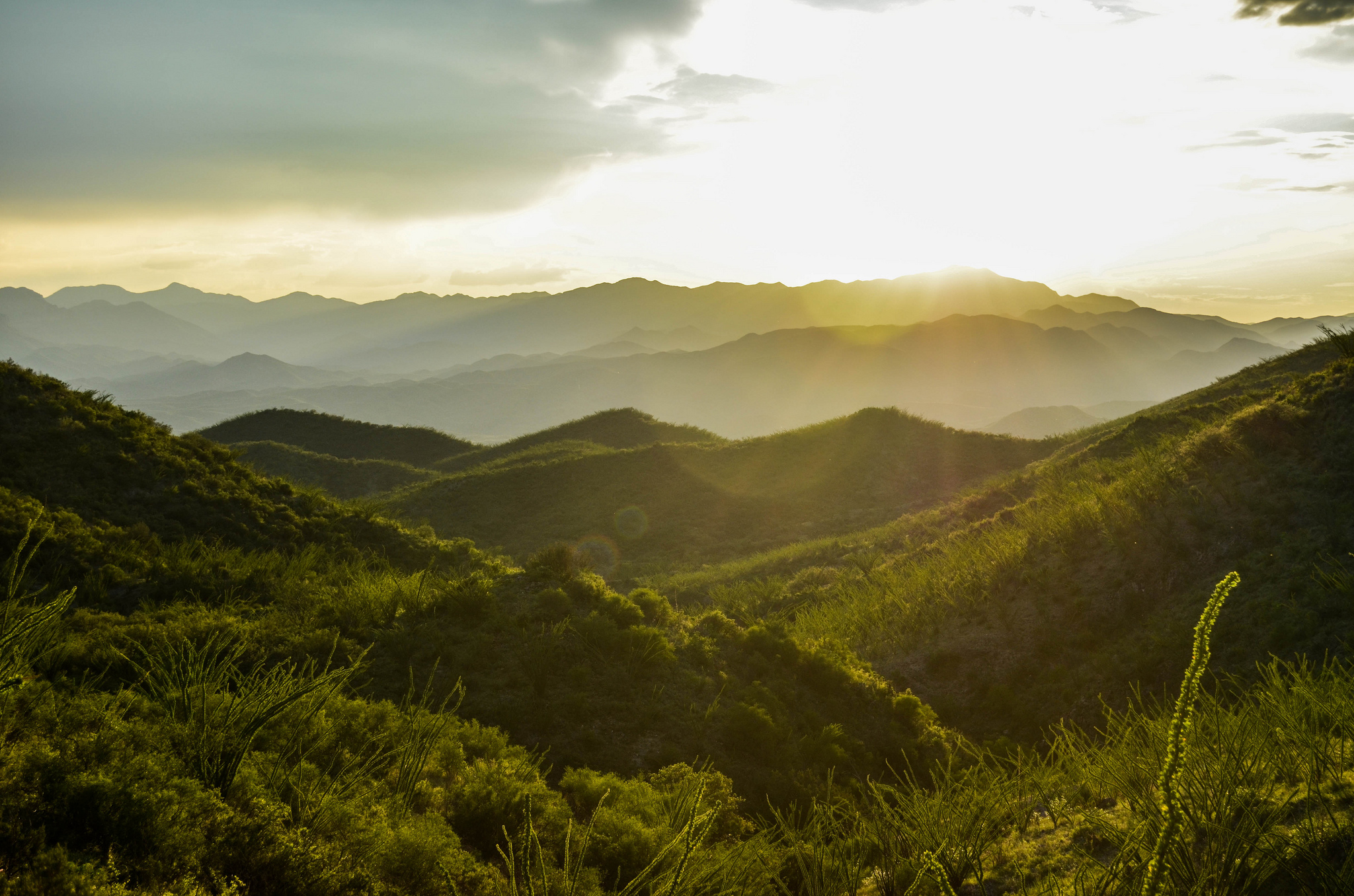
Sierra en Arizpe cercana al río Sonora, ruta del paseo turístico.

La ruta del río Sonora es una ruta turística que circula en paralelo al río Sonora, en el estado mexicano del mismo nombre, el paseo circula por una sucesión de pueblos pequeños, antiguos y coloniales asentados en la ribera del río, a lo largo de una distancia de aproximadamente 400 kilómetros. El proyecto es ejecutado por la Comisión de Fomento al Turismo de Sonora (COFETUR) y la Oficina de Convenciones y Visitantes del Río Sonora (OCVR). Los pueblos destino  son Heroica Ures, Baviácora, Aconchi, San Felipe de Jesús, Huépac, Banámichi, Arizpe, Bacoachi y Heroica Cananea. En 2011, el entonces gobernador Guillermo Padrés Elías diseñó una nueva estrategia turística incorporada a esta ruta, la "Ruta Gastronómica", la cual solo funcionó por unos meses.

## Trayecto de la ruta

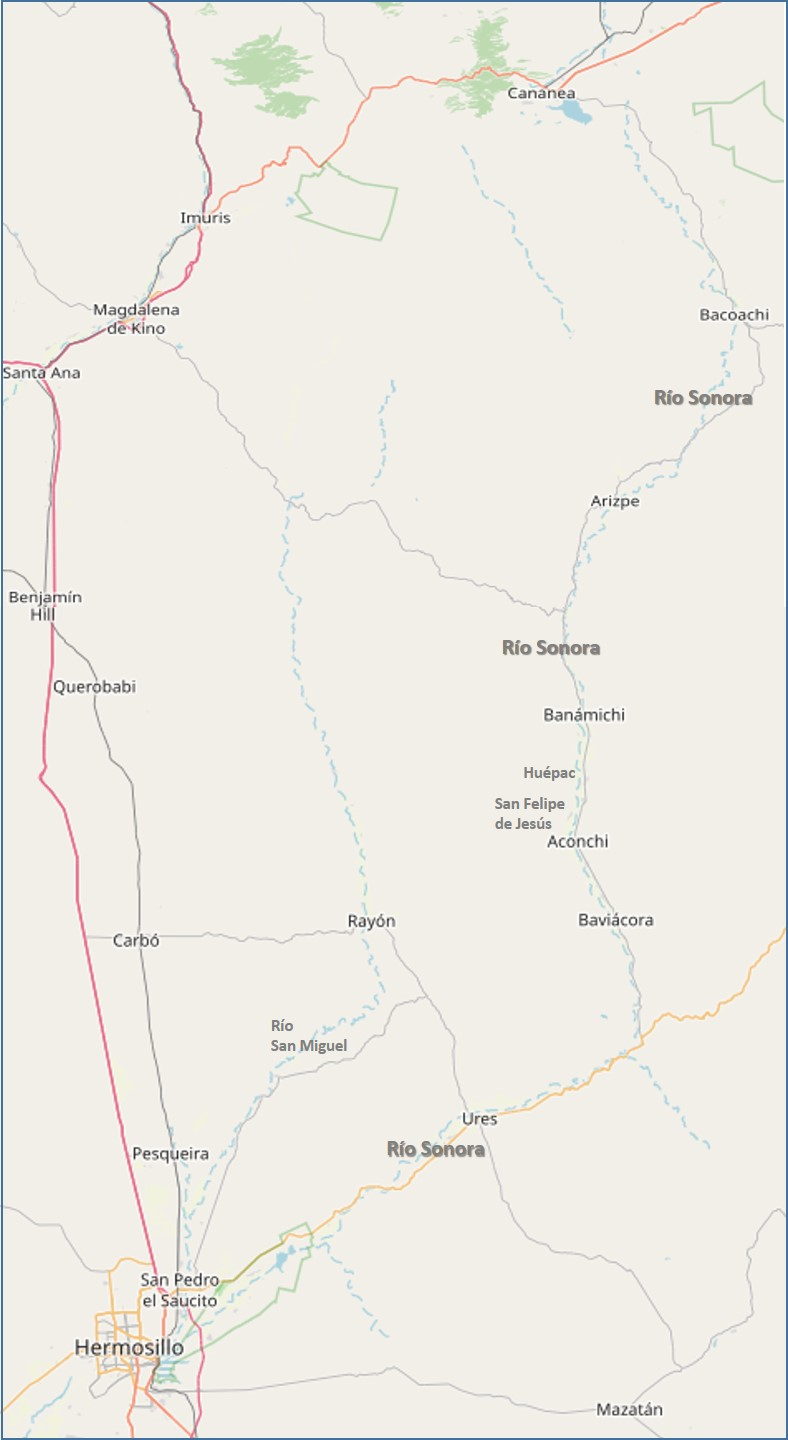
Ruta Turística del Río Sonora

El paseo inicia en la capital del estado de Sonora, Hermosillo, sale de la ciudad por el noroeste tomando la carretera Federal 14, dirigiéndose al primer destino, el pueblo de Heroica Ures que se localiza a 80 km del punto de salida. Después de la visita a este poblado, la ruta continúa por la Federal 14 por 35 km y al pasar por el pueblo de Mazocahui, toma la carretera Estatal 89 hacia el norte, para 20.6 km después llegar al segundo destino, Baviácora, después de una pequeña estadía (como en todos los destinos del paseo) el viaje sigue 14.5 km al norte por la misma Estatal 89 para encontrarse con el tercer destino, el pueblo de Aconchi, continúa por el mismo camino a lo largo de 10.7 km y baja de este para entrar a un camino rural, la calle Constitución de 2 km que es la entrada al cuarto pueblo, San Felipe de Jesús, se regresa por la misma calle y retoma la estatal 89, continuando hacia el norte avanzando 6.3 km para llegar al poblado de Huépac, el quinto destino, después sigue con su trayecto al norte por 11.6 km para visitar Banámichi, la sexta atracción, luego sigue el paseo por la 89 por 43 km hacia la importante pequeña ciudad de Arizpe, prosigue al norte por la misma carretera estatal recorriendo 51.2 km y llega a Bacoachi, para finalizar sigue su ruta por la 89 hacia la ciudad de Cananea, que se encuentra a 60 km.

## Recaída y nueva promoción
La ruta tuvo una notable recaída después del desastre ecológico de contaminación del río, pero en 2014 la COFETUR anunció que en conjunto con la Secretaría de Turismo de México se impulsaría de nuevo su promoción, buscando que el programa "Only Sonora" que se dedica al transporte turístico, cubra los servicios carreteros y de traslado de los turistas, el titular de la COFETUR, Javier Tapia Camou, ese mismo año se reunió con embajadores y representantes de Indonesia, Tailandia, Vietnam y Filipinas para presentarle los atractivos que brinda la expedición.
En marzo de 2016 la gobernadora Claudia Pavlovich, anunció la rehabilitación de la zona de aguas termales "Agua Caliente" situada entre Aconchi y Banámichi, proyectado con una inversión de 5.5 millones de pesos, con el fin de elevar el nivel de éste destino y beneficiar aún más a la ruta, también habló y destacó la candidatura de los pueblos de Ures, Banámichi y Cananea, al programa nacional "Pueblos Mágicos", por lo que estaba trabajando con los presidentes municipales de dichos lugares para lograr recibir esa categoría. Pero en 2016, quedaron pausados sus procesos ya que la Secretaría de Turismo informó su recorte presupuestal, lo que ocasionó posponer la elección de los nuevos pueblos mágicos hasta nuevo aviso. De igual manera, Cócorit, otro pueblo sonorense que no pertenece a esta ruta, se quedó sin la oportunidad cercana de ganar ese título, ya que en 2016 también se había iniciado con ese mismo proceso.

## Atractivos
Cada destino del paseo, posee infraestructura, memoriales y monumentos históricos, algunos de tipo religioso, otros de tipo colonial, y también de carácter natural:

### Heroica Ures
- La Plaza de Armas, la cual tiene cuatro esculturas hechas en bronce sobre la mitología griega, donadas por el gobierno de Italia.
- El palacio municipal, con arquitectura moderna.
- Museo Regional y Sala de la Cultura de Ures, que resguardan los restos del revolucionario Miguel Piña.
- Templo de la Misión de San Miguel Arcángel, construido en el siglo XVII.
- Casa del general Ignacio Pesqueira.
- La arquitectura de sus antiguas construcciones y callejones.
- Haciendas El Labrador y La Quinta Nápoles, de estilo colonial.[11]
- Monumento al Centenario de la Independencia.[12]

### Baviácora
- La plaza Eduardo W. Villa.
- Plaza Miguel Hidalgo y Costilla.[13]
- La arquitectura colonial de sus comisarías.
- Iglesia de la Misión de Nuestra Señora de la Concepción,[14] construida en el siglo XVIII.[15]
- Monumentos a Benito Juárez, Luis Aguilar, Bartolomé Castaño y Eduardo W. Villa.[16]
- Paseos campestres.

### Aconchi
- Templo de San Pedro y San Pablo, de arquitectura franciscana, construido a finales del siglo XVIII con el escudo de la orden franciscana esculpido en el arco de la puerta principal.[17]
- Figura del Cristo Negro
- Monumento al general Francisco Contreras Ballesteros.
- Aguas termales Agua Caliente.
- Cascada el Agua Caliente.[18]
- La Plaza de Aconchi y sus arcos.

### San Felipe de Jesús
- La plaza local.
- Ruinas del "Lavadero", antiguo centro minero del siglo XX.
- Museo regional.
- Capilla de Santa Martha.
- Ruinas del Molino harinero.
- El cerro de la Cruz.[19]

### Huépac
- El ojo de agua de Huépac.[20]
- La comisaría del pueblo.
- El Templo de San Lorenzo, construido en el siglo XVIII, que guarda figuras trasladadas desde Italia de hace más de 300 años.
- Pinturas de los Héroes de Independencia.
- Ruinas del antiguo molino harinero, el más antiguo de la región, data del siglo XVIII.
- La plaza local.[21]
- Paseo "La Marmota"

### Banámichi
- Iglesia de Nuestra Señora de los Remedios.
- El palacio municipal.
- La plaza pública.
- Quiosco con arquitectura medieval en la plaza municipal.
- Plaza Hidalgo.[22]
- Plaza de la Piedra Histórica.
- Arquitectura popular del pueblo.[23]

### Arizpe
- Templo de Nuestra Señora de la Asunción, construido en 1646.
- Iglesia de San Francisco.
- Iglesia Nuestra Señora de Guadalupe, reconstruida en 1881 debido a daños causados por un incendio.[24]
- Torre del Reloj, donado por Trinidad Escalante en 1909.
- Ruinas del hospital de 1780.[25]
- Plaza Municipal.
- Plaza Jesús García, la cual funcionó como plaza de armas durante la Revolución Mexicana.
- Alameda, parque con una gran cantidad de álamos.

### Bacoachi
- La Iglesia de San Miguel Arcángel, construida en 1678.[26]
- Plaza principal.
- Pinturas rupestres de Mututicachi.[27]

### Heroica Cananea
- Casa Greene, antigua casa de huéspedes.[28]
- Museo de la Lucha Obrera, construido inicialmente como una cárcel de obreros en 1902, en la actualidad se conserva como Monumento Nacional Histórico.
- Observatorio Astrofísico, considerado el segundo observatorio más grande de América Latina.
- Mausoleo de los Mártires, construido en 1906.
- El palacio municipal.[29]
- La parroquia de Nuestra Señora de Guadalupe.
- Mexicana de Cananea, la mina de cobre más importante del país establecida en 1860, que hoy funciona como museo.[30]
- Plaza jardín Benito Juárez.

### Otras poblaciones
Además de los destinos de visita, la ruta cruza por o cerca de varios poblados durante la ruta, como: San Pedro el Saucito, El Tronconal, Presa el Molinito, Rancho el Gavilán, San Rafael de Ures, Guadalupe, El Sauz, San Pedro, Mazocahui, El Puertecito, La Labor, La Aurora, El Cachi, El Molinote, La Capilla, Las Tortugas, Suaqui, San José de Baviácora, San Pablo, La Estancia, Agua Caliente, Ranchito de Huépac, La Mora, Las Delicias, Sinoquipe, El Matadero, Bamori, El Sacavón, Buenavista, Chinapa, La Cieneguita, La Bellota, La Cruz, La Janota, Unámichi, La Higuera, Motuticachi, San Martín, San José de la Cuesta, La Churrea y Ojo de Agua Arballo.